# Премія імені Нобуро Офуджі
Премія імені Нобуро Офуджі (яп. 大藤信郎賞, Ōfuji Noburō shō)  — нагорода в галузі анімації, яка вручається на церемонії кінопремії Майнічі. Названа на честь японського мультиплікатора Нобуро Офуджі. Вперше вручена 1962 року. 

## Історія
Після смерті аніматора Нобуро Офуджі в 1961 році, виданням Майнічі було засновано нову нагороду на його честь. Спеціаліст із анімації силуетів, Офуджі був одним із перших японських аніматорів, які здобули міжнародне визнання, отримавши нагороди на Каннському кінофестивалі 1952 року та Венеційському кінофестивалі 1956 року. Цю нагороду вперше було вручено в 1962 році за Tale of a Street Corner (яп. ある街角の物語, Aru Machi Kado no Monogatari) Осаму Тезуки.
З розвитком анімаційної індустрії в Японії у 1980-х роках у номінантах стали переважати високобюджетні роботи, а не роботи незалежних аніматорів, для підтримки яких премія була заснована. Щоб вирішити цю проблему, було засновано Animation Grand Award, щоб нагороджувати великомасштабну кінематографічну анімацію, дозволяючи нагороді Офуджі знову зосередитися на коротких творах. Нагорода Animation Grand Award вперше була вручена в 1989 році анімаційному фільму Служба доставки Кікі, юної відьми (яп. 魔女の宅急便, Majo no Takkyūbin) Хаяо Міядзакі.

## Переможці
- 1979 — Замок Каліостро (ル パ ン 三世 カ リ オ ス ト ロ の 城), Міядзакі Хаяо/Studio Ghibli
- 1984 — Навсікая з Долини Вітрів (風の谷のナウシカ), Міядзакі Хаяо/Studio Ghibli
- 1986 — Небесний замок Лапута (天空の城ラピュタ), Міядзакі Хаяо/Studio Ghibli
- 1988 — Мій сусід Тоторо (となりのトトロ), Міядзакі Хаяо/Studio Ghibli
- 2000 — Кров: Останній вампір (ブラッド ザ ラスト ヴァンパイア), Хіроюкі Кітакубо/Production I.G
- 2002 — Актриса тисячоліття (千年女優), Кон Сатоші/Madhouse
- 2007 — Franz Kafka – Ein Landarzt (カフカ　田舎医者), Ямамура Коджі
- 2008 — Рибка Поньо на кручі (崖の上のポニョ), Міядзакі Хаяо/Studio Ghibli
- 2017 — Lu Over the Wall (夜明け告げるルーのうた), Юаса Масаакі
- 2018 — Liz and the Blue Bird (リズと青い鳥), Ямада Наоко
- 2019 — A Japanese Boy Who Draws (ある日本の絵描き少年), Масанао Каваджірі
- 2020 — On-Gaku: Our Sound (音楽), Кенджі Іваісава
- 2021 — Pukkulapottas and Hours in the Forest (プックラポッタと森の時間), Такеші Яшіро
- 2022 — Inu-Oh (犬王), Юаса Масаакі
- 2023 — Хлопчик і чапля (君たちはどう生きるか), Міядзакі Хаяо
- 2024 — Watashi wa, Watashi to, Watashi ga, Watashi o (私は、私と、私が、私を、), Ріна Іто